# Park Pobiedy (stacja metra w Moskwie)
Park Pobiedy (ros. Парк Победы – Park Zwycięstwa) – stacja moskiewskiego metra linii Arbacko-Pokrowskiej (kod 165). Nazwana od pobliskiego parku Zwycięstwa (Парк Победы). Przez 5 lat pełniła funkcję stacji końcowej linii. Jest to najgłębsza stacja w moskiewskim metrze. W przyszłości ma być tutaj możliwość przejścia na linię Solncewską. Wyjścia prowadzą na ulice Barklaja i Generała Jermołowa oraz do kompleksu Pokłonna Góra.

## Charakterystyka
Jest to najgłębsza stacja w moskiewskim metrze i trzecia najgłębsza na świecie (po stacji Arsenalna kijowskiego metra i po stacji Admiraltejskaja petersburskiego metra). Jej duża głębokość wynika z warunków hydrogeologicznych - została zbudowana pod warstwami wodonośnymi. Na stację prowadzą najdłuższe schody ruchome w Europie, mające długość 126 m i 740 stopni. Podróż nimi zabiera około 3 minut. Na stację składają się dwa perony (4 krawędzie) z czego tylko dwie obecnie są używane. Na północnym peronie wysiada się jadąc z centrum, a na południowym wsiada jadąc do centrum. Jest to jedyna stacja metra gdzie wysiada i wsiada się w różnych miejscach.

## Konstrukcja i wystrój
Jednopoziomowa stacja typu pylonowego z sześcioma komorami i dwoma peronami. Hale peronowe są zbudowane identycznie i wykończone marmurem. Jedna posiada białe kolumny i brązowe ściany nad torami, druga odwrotnie. Na końcach peronów znajdują się dwa duże panele przedstawiające wojnę ojczyźnianą 1812 roku (północny peron) i wielką wojnę ojczyźnianą (południowy peron). Podłogi wyłożono czarnym i szarym granitem. Tylko południowy peron posiada wyjście na powierzchnię, co zmusza przyjezdnych do wcześniejszego przejścia na niego przez mały mostek na środku stacji. Koniec północnego zaślepiony ścianą wyłożoną szarym i czarnym marmurem ma być przerobiony na następne wyjście na powierzchnię.

## Galeria

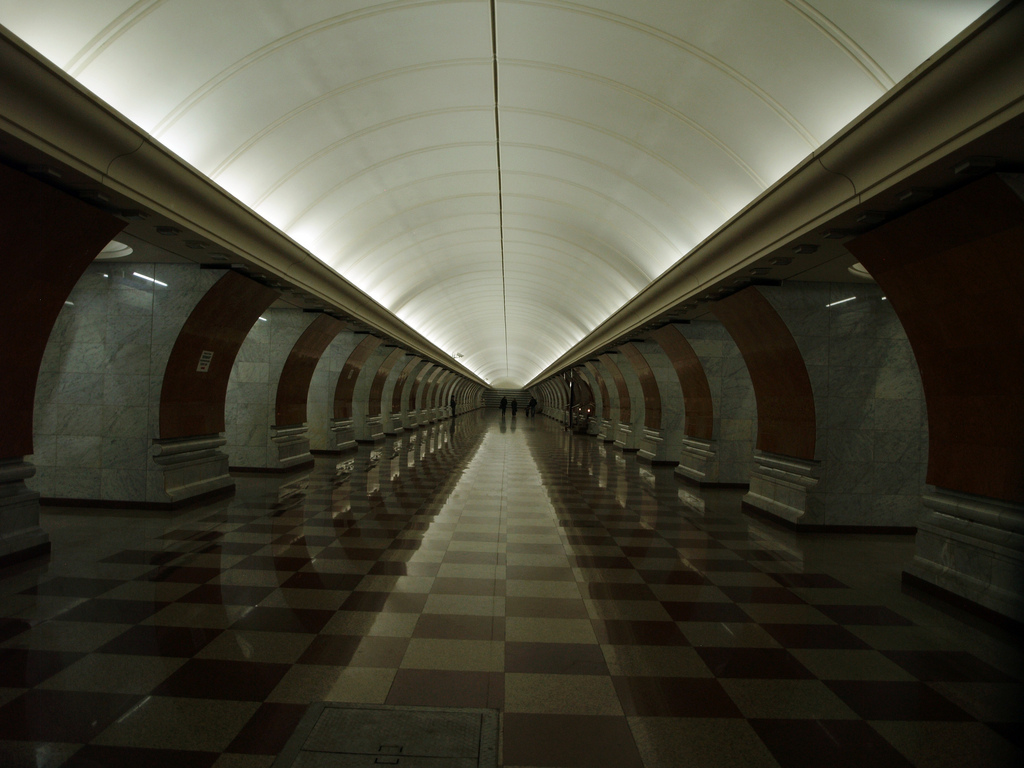
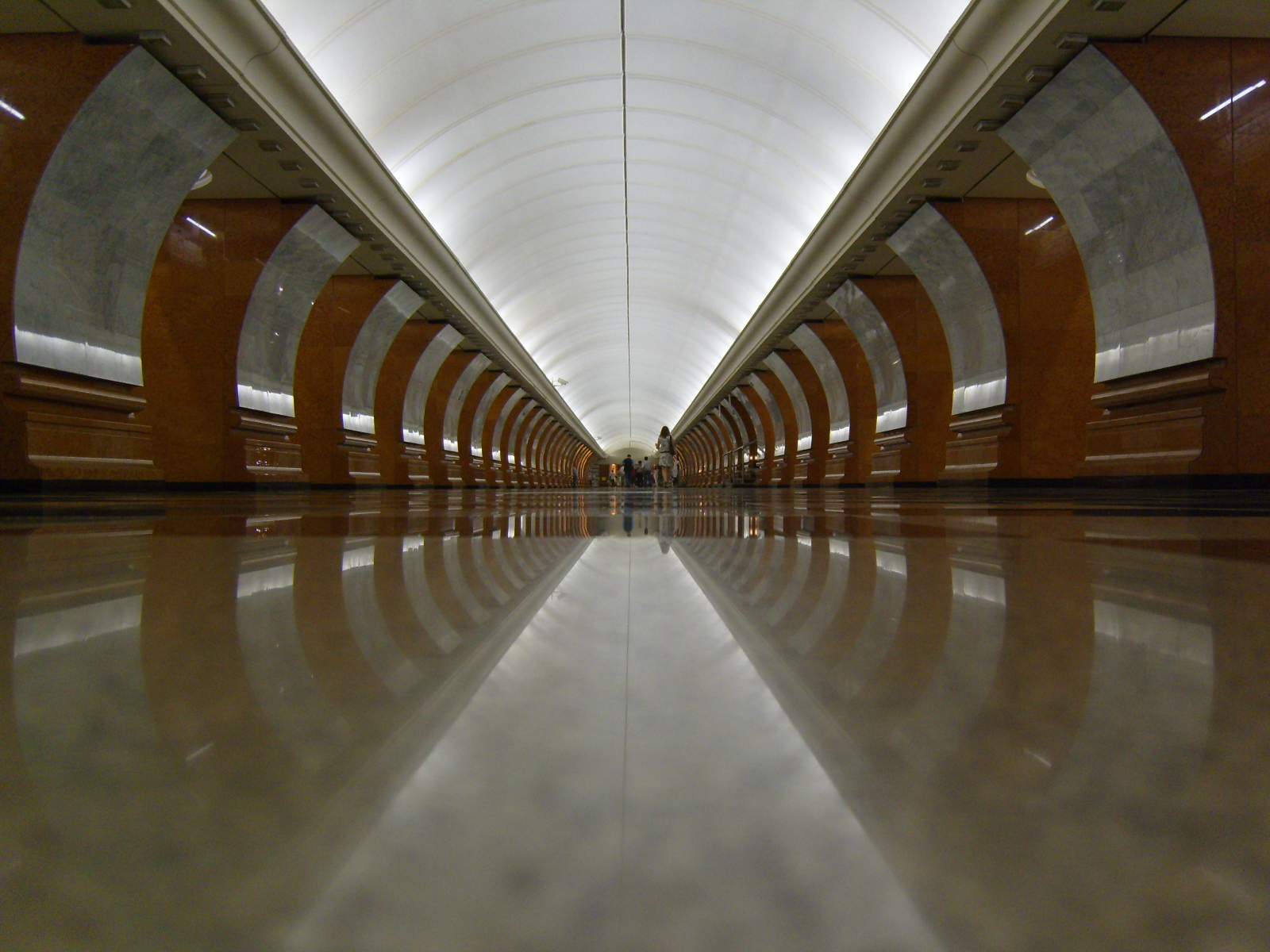
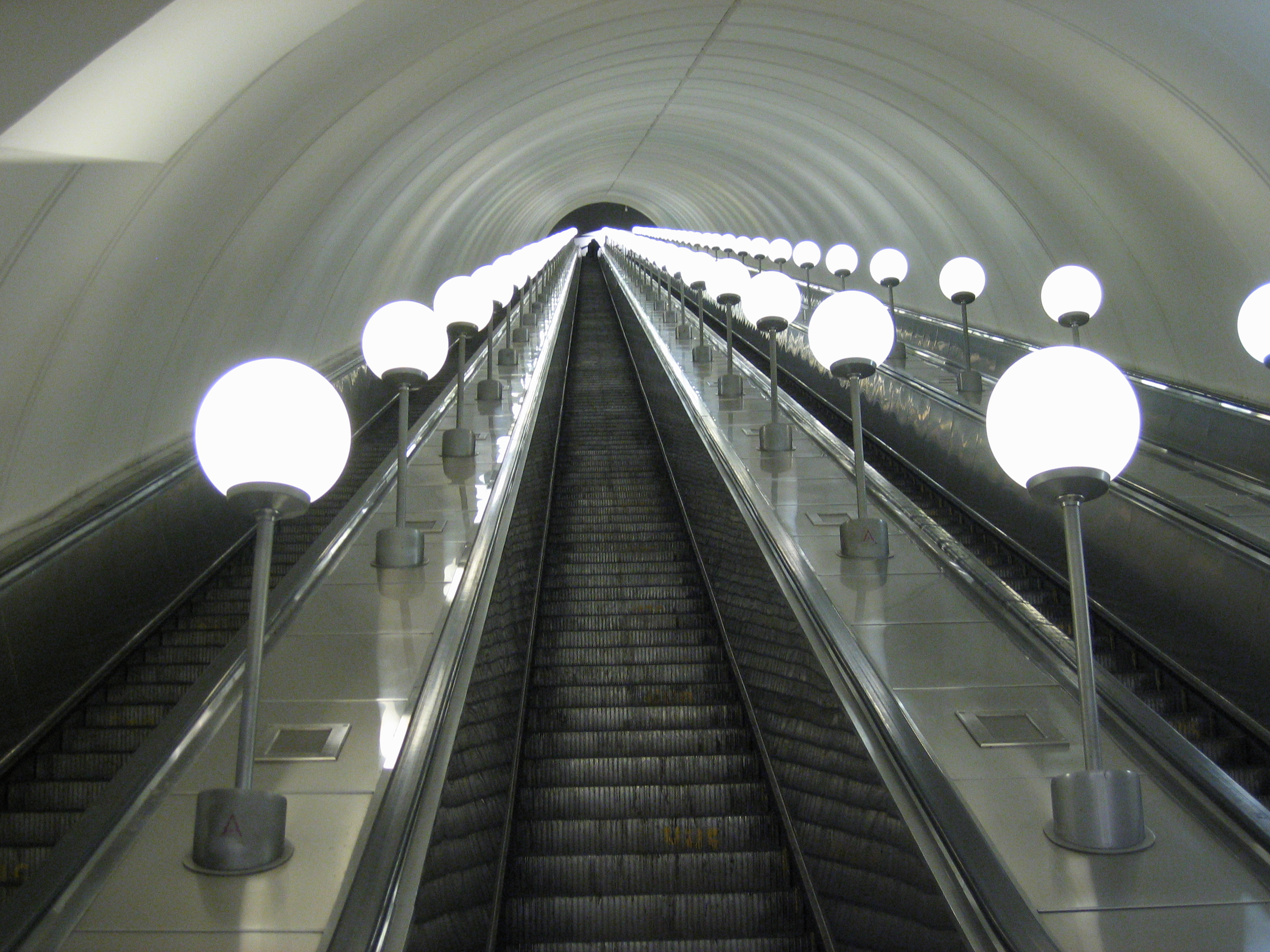
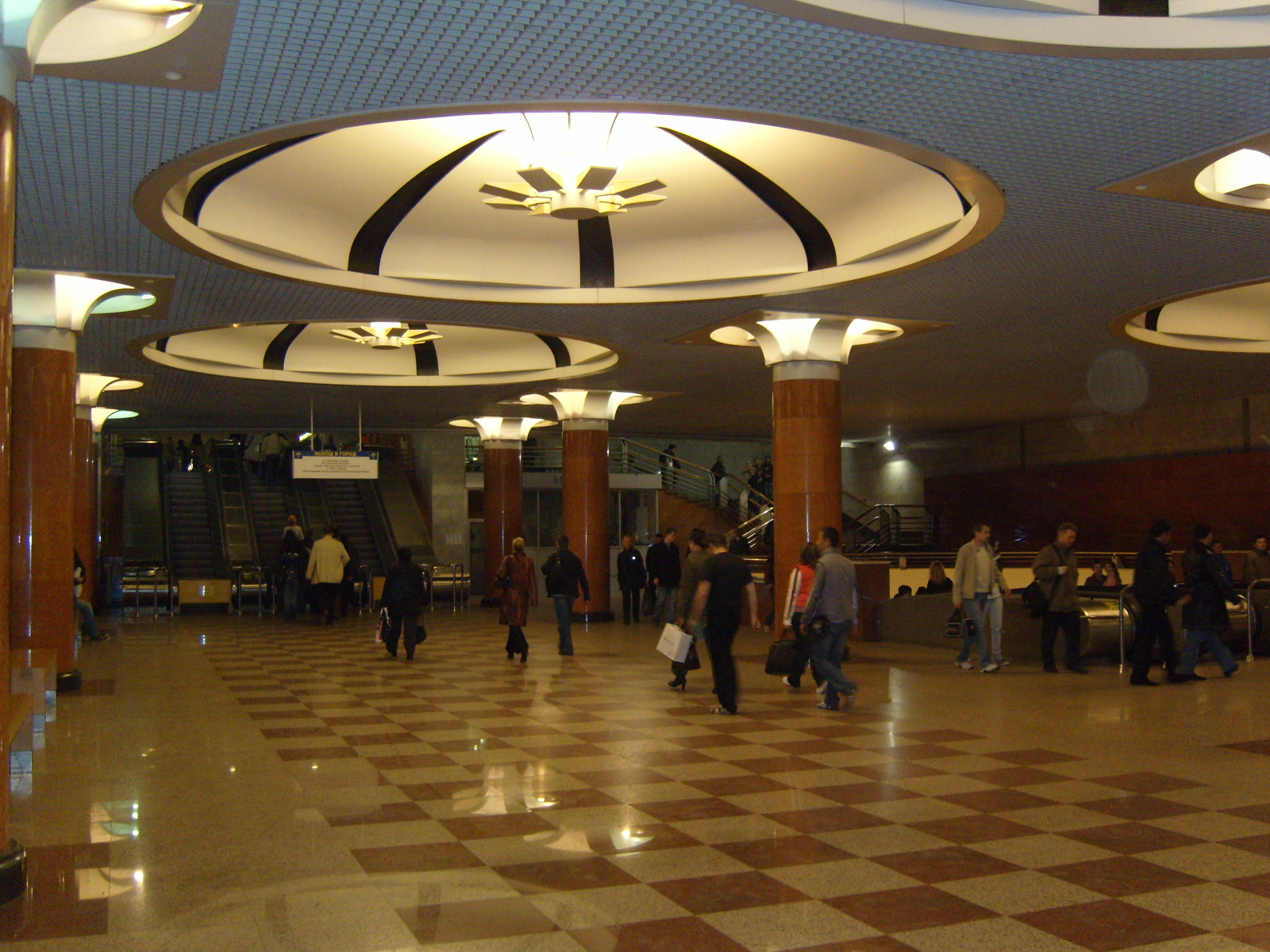